# Barbadische Badmintonmeisterschaft 2022
Die Barbadische Badmintonmeisterschaft 2022 fand vom 9. bis zum 12. November 2022 in Christ Church statt.

## Medaillengewinner
| Disziplin    | Gold                          | Silber                          | Bronze                          |
| ------------ | ----------------------------- | ------------------------------- | ------------------------------- |
| Herreneinzel | Kennie Maarten King           | Shae Martin                     | Ziyad Mehter                    |
| Herreneinzel | Kennie Maarten King           | Shae Martin                     | Andre Padmore                   |
| Dameneinzel  | Sabrina Scott                 | Monyata Riviera                 | Shania Forde                    |
| Dameneinzel  | Sabrina Scott                 | Monyata Riviera                 | Eboni Atherley                  |
| Herrendoppel | Cory Fanus Dakeil Thorpe      | Kennie Maarten King Shae Martin | Aiden Woodvine Andre Woodvine   |
| Herrendoppel | Cory Fanus Dakeil Thorpe      | Kennie Maarten King Shae Martin | Andre Padmore Kevin Wood        |
| Damendoppel  | Monyata Riviera Sabrina Scott | Eboni Atherley Shania Forde     | Neah Callender Mikeila Eliebox  |
| Mixed        | Shae Martin Sabrina Scott     | Dave Forde Monyata Riviera      | Dakeil Thorpe Mikeila Eliebox   |
| Mixed        | Shae Martin Sabrina Scott     | Dave Forde Monyata Riviera      | Andre Padmore Shari Latoya Hope |